# 札幌自立支援関連施設火災
札幌自立支援関連施設火災とは、2018年(平成30年)1月31日に北海道札幌市で発生した火災。

## 概要
建物は木造2階建て延べ約400平方メートルで築50年近いとみられ、2004年に札幌市の自立支援事業所が旅館だった建物を下宿に用途変更し生活困窮者を受け入れていた。2018年1月31日午後11時40分ごろ出火し全焼。40代から80代の入居者16名のうち男性8人女性3人の11名が死亡、3名が負傷、2名は無事であった。死亡した11名のうち7人が1階、4人が2階で倒れているのが見つかった。
職員は午後5時まで同所にいたがその後帰宅しており、入居者だけとなっていた。
1階中央の廊下付近が特に激しく焼けており、ストーブの給油タンクはキャップが開いた状態で見つかった。焼損が激しかったことや、入居者の多くが死亡していることなどから出火の原因は特定できず、2021年に失火罪の時効が成立した。北海道警は業務上過失致死や現住建造物等放火容疑を視野に捜査を続けている。
用途が下宿の場合はスプリンクラーの設置義務はなく、2016年の消防の立入検査では法令違反はなかった。また、無料低額宿泊所にも有料老人ホームにも該当しないため、これらの防火規制を適用させることもできなかった。
政府や札幌市は、社会福祉法の改正や条例の制定等で無料低額宿泊所の基準を明確にし、管理基準を明確化して運営管理を強化する対策を行っている。